# 6 ді Сетембру
Дешпортіву Мілітар 6 ді Сетембру або просто 6 ді Сетембру (порт. Desportivo Militar 6 de Setembro) — професіональний футбольний клуб з міста Сантана на острові Сан-Томе, в Сан-Томе і Принсіпі.

## Історія
На даний час команда входить до невеликого числа команд, які виграли по одному острівному та національному чемпіонству, клуб також має по дві перемоги в острівних та національних кубках.
Їх перша перемога в кубку відбулася в 1988 році, «6 ді Сетембру» зробив спробу вдруге перемогти у кубку, але програв фінальний матч, наступної перемоги в кубку ловелося чекати майже двадцять років. Клуб грав у чемпіонаті острова, поки не вилетів до другого дивізіону на початку XXI століття, клуб повернувся до першого дивізіону в сезоні 2009/10 років і в тому ж сезоні виграв свій другий і останній на сьогодні національний кубок після перемоги над клубом Андорінья з рахунком 3:0. Після вильоту клубу до другого та третього дивізіонів, клуб перестав виступати у будь-яких турнірах починаючи з 2014 року.

## Форма
Форма клубу складається з поєднання жовтого та зеленого кольорів.

## Досягнення
- Чемпіонат Сан-Томе і Принсіпі: 2 перемоги

1988, 2023
- Чемпіонат острова Сан-Томе: 1 перемога

1988
- Кубок Сан-Томе і Принсіпі: 2 перемоги

переможець — 1988, 2010
фіналіст — 1990

## Історія виступів у лігах та кубках

### Чемпіонат острову
| Сезон | Див. | Міс. | Іг. | В  | Н | П  | ЗМ | ПМ | РМ  | О  | Кубок | Кваліфікація/вибування               |
| ----- | ---- | ---- | --- | -- | - | -- | -- | -- | --- | -- | ----- | ------------------------------------ |
| 2011  | 2    | 3    | 21  | 11 | 6 | 4  | 39 | 19 | +20 | 39 |       | Жоден                                |
| 2012  | 2    | 10   | 18  | 4  | 3 | 11 | 24 | 39 | -14 | 17 |       | Вибування до Другого дивізіону       |
| 2013  | 3    |      | 18  | -  | - | -  | -  | -  | -   | -  |       | Вибування до Третього дивізіону      |
| 2014  | 3    |      | 18  | -  | - | -  | -  | -  | -   | -  |       | Не брав участі в будь-яких змаганнях |